# 蓝首鱼属
藍首魚屬，是條鰭魚綱䲁形目麗魚科下的一個屬。

## 分類
本屬屬於褶唇麗魚亞科，目前被認可的種如下：
- 連藍首魚 Tropheus annectens
- 布氏藍首魚 Tropheus brichardi
- 灰體藍首魚 Tropheus duboisi
- 卡薩藍首魚 Tropheus kasabae
- 紅身藍首魚 Tropheus moorii
- 波氏藍首魚 Tropheus polli